# Crespinell fosc
El Crespinell fosc (Sedum atratum) és una planta de la família de les Crassulaceae.
És una planta anual, glabre. Tiges erectes, vermelloses fosques. Fulles 4-6 mm, alternes, oblongues, sovint rogenques. Flors de 5 mm, de color crema, amb línies vermelles, de 5-6 pètals doble nombre d'estams, en inflorescències terminals compactes.
Es troba als Alps i als Pirineus i creix sovint en pastures de terrenys calcícoles i llocs pedregosos de l'alta muntanya, entre els 1.900 i els 2.800 m d'altitud.
El seu nom d'espècie es refereix (llatí atratus = endolat) al color fosc de les seves tiges.